# Sylviornis neocaledoniae
Sylviornis neocaledoniae — викопний вид куроподібних птахів вимерлої родини Sylviornithidae. Був поширеним на початку голоцену на острові Нова Каледонія та сусідньому невеличкому острові Пен. Винищений представниками культури Лапіта близько 1500 року до н. е.

## Опис
Це був великий нелітаючий птах завдовжки до 1,7 м, вагою 30 кг. Це наймасивніший куроподібний птах в еволюційній історії. Він мав великий череп з високим і збоку стиснутим дзьобом, увінчаним кістковим наростом. Його ноги були досить короткими, але мали міцні пальці з довгими нігтями. Крила були зменшені до невеликих відростків. Кіль відсутній, тому спершу вид був описаним як представник безкільових птахів.